# Servi Jesu et Mariae
De Servi Jesu et Mariae (SJM - Dienaren van Jezus en Maria) is een katholieke congregatie (priesters en broeders) die werd opgericht op 30 mei 1988 door Andreas Hönisch, een voormalig Duits jezuïet die zijn oorspronkelijke orde moest verlaten omwille van zijn traditionele visie op de katholieke doctrine en pedagogie. In 1994 werd de SJM door de Pauselijke Commissie Ecclesia Dei als congregatie van pauselijk recht erkend met hoofdhuis in Blindenmarkt, Oostenrijk. 
De priesters van deze congregatie dragen de mis op volgens de buitengewone en de gewone ritus. De congregatie is sterk gericht op het jeugdpastoraat, onder meer binnen de Europascouts (de Katholische Pfadfinderschaft Europas) in Duitsland en Oostenrijk. In die landen hebben ze ook de verantwoordelijkheid over enkele parochies. In 2021 telde de congregatie 49 leden, waarvan 35 priesters. Verder is de SJM ook actief in Kazachstan, Albanië, Roemenië, Oekraïne, Frankrijk en België met ook enkele Vlamingen. In België is de congregatie gevestigd in het Oude Klooster Maleizen.
In 1997 schonk CDU-politicus Christoph Bernhard Graf von Galen hun het kasteel Haus Assen in Lippetal dat eerder dienst deed als kostschool en nu werd omgevormd tot een religieus centrum voor retraites, hier is eveneens het Noviciaatshuis van de congregatie gehuisvest.
In 2008 overleed Andreas Hönisch waarna Anton Bentlage tot nieuwe generaal-overste werd verkozen. In 2014 werd hij opgevolgd door Paul Schindele.